# Неспокій (повість)
«Неспо́кій» — науково-фантастична повість Аркадія та Бориса Стругацьких. Входить до циклу про Світ Полудня. Перший варіант «Равлика на схилі».

## Сюжет
Дія повісті відбувається на планеті Пандора, яку вивчають земляни XXII століття. Сюжет розбито на дві лінії. У першій біолог Михайло Сидоров, на прізвисько Атос, який розбився над лісом Пандори, живе в аборигенів і намагається вибратися до своїх. У другій розповідається про дослідницьку Базу, де служить директором друг Атоса Поль Гнідих і куди з незрозумілої причини прилетів знаменитий зорельотчик Леонід Горбовський.

## Історія створення та публікації
Повість написано 1965 року як частину циклу про Світ Полудня, зі вже знайомими читачеві героями: Леонідом Горбовським, Атосом-Сидоровим, Полем Гнідих. Тоді ж автори вирішили, що вона невдала, та переробили її. Вони змінили імена головних героїв, залишили глави про Лесю і написали розділи в кафкіанському стилі про Управління. Так з'явилася повість «Равлик на схилі», яка не має стосунку до Світу Полудня, зі своєю складною видавничою долею. Повість «Занепокоєння» відклали в архів, і опублікувати її вирішили лише 1990 року.

## Проблематика
У розділах про ліс автори порушують проблему вибору в ситуації протистояння з надлюдською силою (див. повісті «Далека Райдуга», «За мільярд років до кінця світу» тощо). Атос робить вибір на користь боротьби, якою б вона не була складною. У розділах про Базу основна проблема — межі людського знання. Горбовський інтуїтивно відчуває небезпеку для людства, яке повірило в безмежну силу розуму. Одному з персонажів він каже:
Ви питаєте, чого я боюсь. Я не боюся завдань, які ставить перед собою людство, боюся завдань, які може поставити перед нами хтось інший. Це тільки так кажуть, що людина всемогутня, бо, бачте, вона має розум. Людина — найніжніша, найтрепетніша істота, її так легко образити, розчарувати, морально вбити. У неї ж не тільки розум. Має так звану душу. І те, що добре і легко для розуму, може виявитися фатальним для душі. А я не хочу, щоб все людство — за винятком деяких дурних — червоніло б і мучилося докорами совісті чи страждало б від своєї неповноцінності та від усвідомлення своєї безпорадності, коли перед ним постануть завдання, які воно навіть і не ставило.
Оригінальний текст (рос.)
Вы спрашиваете, чего я боюсь. Я не боюсь задач, которые ставит перед собой человечество, я боюсь задач, которые может поставить перед нами кто-нибудь другой. Это только так говорится, что человек всемогущ, потому что, видите ли, у него разум. Человек — нежнейшее, трепетнейшее существо, его так легко обидеть, разочаровать, морально убить. У него же не только разум. У него так называемая душа. И то, что хорошо и легко для разума, то может оказаться роковым для души. А я не хочу, чтобы всё человечество — за исключением некоторых сущеглупых — краснело бы и мучилось угрызениями совести или страдало бы от своей неполноценности и от сознания своей беспомощности, когда перед ним встанут задачи, которые оно даже и не ставило.

## Скандал із «Аватаром»
Після виходу фільму «Аватар», де йдеться про освоєння землянами лісів планети Пандора, в російській пресі поширювалися чутки, що Борис Стругацький звинуватив творців у плагіаті. Після скандалу, що розгорівся, Борис Натанович ці чутки категорично спростував.